# 雪乃ほたる
雪乃 ほたる（ゆきの ほたる、1988年5月15日 - ）は、日本のAV女優。

## 略歴・人物
2007年7月にAVデビュー。出演作品は実質1本のみで引退した。
引退から約3年後、公式ブログ（2010年03月25日20:47）の記事において「この度また5月にデビュー致します」と2010年5月に（アダルトビデオ）再デビューする事を表明し、実際に復帰した。
2011年4月、立花美涼に改名し、プレステージへ移籍。
趣味は映画鑑賞。特技は手芸。

## 出演作品

### アダルトビデオ
2007年
- 幻のお嬢さま（7月21日、h.m.p）

2009年
- 私がAVに出た理由 デビュー前に撮影されたテスト撮り 2（9月21日、h.m.p）共演7名

2010年
- 復活 幻のお嬢様 New Comer（5月14日、マックス・エー）
- MAX GIRLS 29（5月14日、マックス・エー）共演:伊東遥、Rio、藤崎りお、瀬奈涼、小沢アリス
- 雪乃ほたるの本気SEX 6本番（6月11日、マックス・エー）
- MAX GIRLS 30（6月11日、マックス・エー）共演:上原結衣、歩原ひかる、大沢美加、藤崎りお
- MAX GIRLS 31（7月9日、マックス・エー）共演:上原結衣、歩原ひかる、大沢美加、平塚ゆい、伊東遥、小倉奈々
- 担任女教師 ○○君のオチンチン好き（7月9日、マックス・エー）
- MAX GIRLS 32（8月13日、マックス・エー）共演:上原結衣、藤江まみ、小倉奈々、歩原ひかる、今井かのん、伊東遥
- Hame Can モデル系きれいなお姉さんとセックス3時間（8月13日、マックス・エー）
- MAX GIRLS 33（9月10日、マックス・エー）共演:上原結衣、マリア・エリヨリ、今井かのん、伊東遥、小倉奈々
- School days（9月24日、マックス・エー）
- MAX GIRLS 34（10月8日、マックス・エー）共演:マリア・エリヨリ、矢吹杏、上原結衣、小倉奈々、今井かのん
- 雪乃ほたるのアタマの先まで痺れる濃厚なkissと性交（10月22日、マックス・エー）

### イメージビデオ
- ゲキ着 IDOL キュート ほたる（2010年4月6日、グラマラスキャンディ）

### Web写真集
- ホワイトラビット XCITY（2010年10月15日、撮影：マキハラススム）

## 出演
- ヴィーナス・フューチャー＃83（2010年、エンタ!371）